# Comitatul Boyd, Nebraska
Comitatul Boyd (în engleză Boyd County) este un comitat din statul, situat în statul Nebraska, Statele Unite ale Americii. Reședința comitatului este la Butte, iar cel mai mare oraș este Spencer.
Comitatul a fost format în 1891.

## Localități
Așezări
- Anoka - 10 locuitori

- Bristow - 70 locuitori

- Butte - 286 locuitori

- Lynch - 194 locuitori

- Naper - 89 locuitori

- Spencer - 409 locuitori

township-uri
- Basin - 222 locuitori

- Bristow - 107 locuitori

- Bush - 72 locuitori

- Butte - 393 locuitori

- Lynch - 285 locuitori

- McCulley - 97 locuitori

- Morton - 137 locuitori

- Mullen - 46 locuitori

- Spencer - 758 locuitori

Așezări fantomă (dispărute)
- Baker

- Doty

- Mankato

- Rosedale

## Demografie
Conform unei estimări din 2022, populația comitatului este de 1,748 locuitori, în scădere față de cel din 2021, când fuseseră înregistrați 1,810.
Cel mai mare număr de locuitori care au fost înregistrați au fost în 1910 (8,826 loc.)
Densitatea populației este de 1,5/km2.